# Mesomphalia turrita
Mesomphalia turrita is een keversoort uit de familie bladkevers (Chrysomelidae). De wetenschappelijke naam van de soort werd in 1801 gepubliceerd door Johann Karl Wilhelm Illiger.

## Synoniem
- Mesomphalia sexmaculata Boheman, 1850[1]